# NEOMA Business School

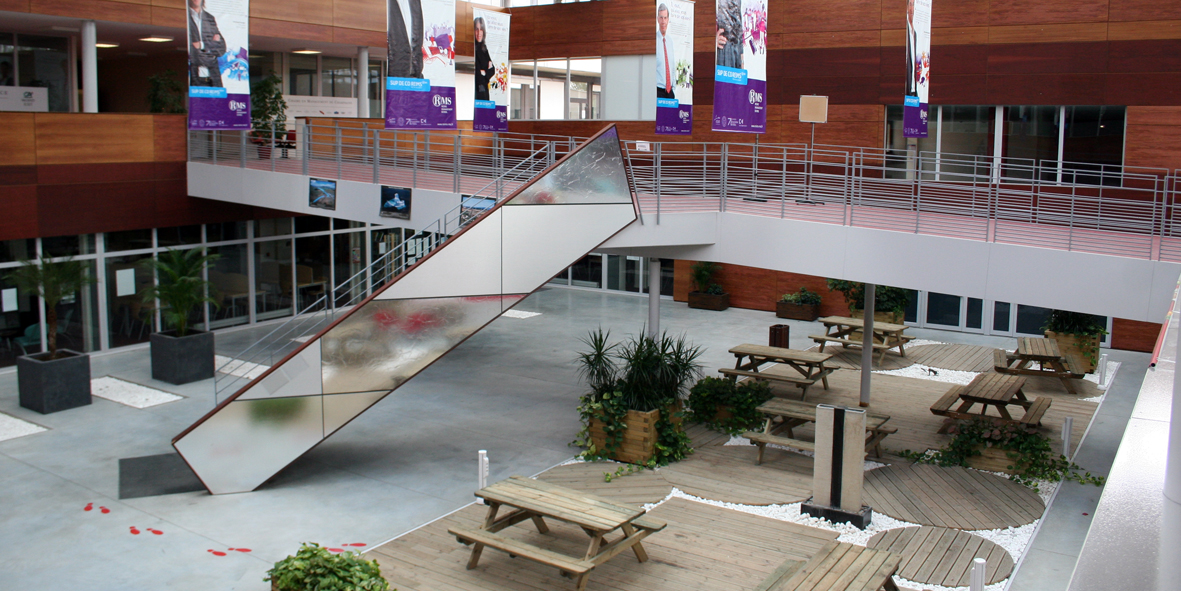
Interior de uno de los edificios del campus de Reims.

NEOMA Business School es una escuela de negocios francesa fundada en 2013 con la fusión de Rouen Business School (fundada en 1871) y Reims Managament School (fundada en 1928). Tiene tres campus, en Ruan, Reims y París. En 2012, cuando las escuelas aún eran entidades separadas, el Master in Management de Rouen Business School era según el Financial Times el #17 en el mundo, cuando el de Reims Management School era el #23.
La escuela tiene 8000 estudiantes, 200 profesores y más de 40 mil egresados.
En 2014 la escuela anunció la creación de un Instituto Confucio para los negocios en su campus de Rouen, el primero de Francia y el séptimo del mundo  (ya existen en universidades como la London school of economics y la Universidad Estatal de Nueva York).
Actualmente cuenta con la acreditación de la Triple Corona otorgada por los órganos certificadores AACSB, EQUIS y AMBA.